# Ебігейл Джонсон (підприємиця)
Ебігейл Джонсон (англ. Abigail Pierrepont «Abby» Johnson, народ. 19 грудня 1961) ― американська підприємиця, доларова мільярдерка, очільниця американської фірми Fidelity Investments і голова її дочірньої компанії, одна з найбагатших і найвпливовіших жінок світу за версією Forbes.

## Біографія
1984 року Джонсон закінчила Hobart and William Smith Colleges, здобувши бакалаврський ступінь з історії мистецтв. Через два роки вступила у Гарвардську школу бізнесу, після закінчення якої зі ступенем MBA приєдналася до компанії Fidelity, заснованої в 1949 році її дідусем Едвардом Джонсоном, якою на той час керував її батько. Спочатку Джонсон працювала в фірмі аналітикинею й інвестиційною менеджеркою. 1997 року отримала підвищення і відтоді обіймала різні керівні посади в головній і дочірній компаніях. В серпні 2012 року стала президентом Fidelity Investments. У жовтні 2014 зайняла місце батька ― генерального директора фірми, а 2016 року стала головою дочірньої компанії й отримала повний контроль над Fidelity з 45 000 співробітниками по всьому світу.
За даними на березень 2013 сім'я Джонсонів володіла 49% акцій компанії. При цьому Ебігейл Джонсон належать 24,5% акцій, тоді як її братові і сестрі належать всього 5%. За даними «Форбс» статки Ебігейл Джонсон складають приблизно 16,5 мільярда доларів.
Є членкинею Комітету з регулювання ринків капіталу й Асоціації індустрії цінних паперів, а також вона перша і єдина жінка, яка працює в Financial Services Forum.
2016 року «Форбс» поставив Ебігейл Джонсон на 16 місце серед найвпливовіших жінок світу. У 2015 вона займала 19 позицію в цьому списку, а в 2014 — 34 позицію.
1988 року одружилася. Має двох дітей.

## Нагороди
Джонсон входила до Комітету з регулювання ринків капіталу, а також до ради директорів Асоціації індустрії цінних паперів та фінансових ринків (SIFMA) та Массачусетського технологічного інституту (MIT). Вона є першою і єдиною жінкою, яка входить до складу правління Форуму фінансових послуг.